# Samir Hadji
Samir Hadji (Creutzwald, 12 settembre 1989) è un calciatore marocchino con cittadinanza francese, attaccante dell'F91 Dudelange.

## Carriera
In carriera ha giocato 18 partite di qualificazione alle coppe europee, 4 per la Champions League e 14 per l'Europa League, tutte con il Fola Esch.

## Palmarès

### Club

#### Competizioni nazionali
- Campionato lussemburghese: 2

Fola Esch: 2012-2013, 2014-2015